# Sliver (film)
A Sliver 1993-as amerikai erotikus thriller, melynek főszerepeiben Sharon Stone, William Baldwin, és Tom Berenger látható. A film nagy nyereséget könyvelhetett el a pályája csúcsára érkező Sharon Stone miatt, aki az Elemi ösztön után ismét egy erotikus thrillerben domboríthatott, melynek forgatókönyvét szintén Joe Eszterhas írta Ira Levin novellájából, a kritika azonban nem volt elragadtatva a filmtől, több kategóriában jelölték Arany Málna díjra, és az erotikus részek miatti korhatár besorolás is problémákat okozott.

## Cselekmény
A könyvszerkesztő Carly Norris a Sliver nevű luxus apartmanházba költözik, mit sem tudva róla, hogy az új lakásának előző lakója, egy másik nő az erkélyről lezuhanva lelte halálát. Hogy baleset, öngyilkosság vagy talán gyilkosság történt e, homály fedi. Beköltözése után nem sokkal a ház több új lakóját is megismeri, köztük a jóképű Zeke-et és a regényíró Jack-et. Zeke-ről nemsokára kiderül, hogy ő az épület főbérlője, akivel a nő szenvedélyes viszonyt kezd, és aki az egész épületet bekamerázta, mindenki magánszféráját kifigyelve. Miután újabb halálesetek történnek Carly gyanítani kezdi, hogy valamelyik közeli férfiismerőse állhat a korábbi és a mostani halálesetek mögött...

## Szereplők
| Szerep                   | Színész         | Magyar hang      |
| ------------------------ | --------------- | ---------------- |
| Carly Norris             | Sharon Stone    | Básti Juli       |
| Zeke Hawkins             | William Baldwin | Cserhalmi György |
| Jack Landsford           | Tom Berenger    | Hegedűs D. Géza  |
| Vida Warren              | Polly Walker    | Simorjay Emese   |
| Judy Marks               | Colleen Camp    | Csere Ágnes      |
| Alex Parsons             | Martin Landau   | Mádi Szabó Gábor |
| Samantha Moore           | Amanda Foreman  |                  |
| Victoria Hendrix hadnagy | CCH Pounder     | Martin Márta     |
| Mrs. McEvoy              | Nina Foch       | Pásztor Erzsi    |
| Gus Hale                 | Keene Curtis    | Szabó Sándor     |
| Peter Farrell            | Nicholas Pryor  | Papp János       |

## Helyszín
A filmbéli Sliver nevű épület fiktív, de maga az épület valóban megtalálható New Yorkban, ahol a film eredetileg is játszódik: Morgan Court a neve, 1985-ben épült és a valóságban is kétszintes exkluzív lakások találhatóak benne. Az épület a Madison Avenue 211. alatt található. Néhány belső felvételt ezzel együtt is Los Angelesben, stúdióban vettek fel. A filmet 1992. október 13. és 1993. február 10. között forgatták. 

## Filmzene
A film betétdala a UB40 együttes előadásában hallható Can't Help Falling in Love című dal, mely eredetileg Elvis Presley slágereként vált ismertté. Eredetileg az Enigma előadója, Michael Cretu kapott felkérést a film zenéjéhez, de azt nem vállalta el, helyette viszont a főszereplő után szerezte a Carly’s Loneliness című számot, mely be is került a filmbe.
| #   | Cím                                             | Producer(s)                          | Hossz |
| --- | ----------------------------------------------- | ------------------------------------ | ----- |
| 1.  | Can't Help Falling in Love (Előadó: UB40)       | UB40                                 | 3:26  |
| 2.  | Carly's Song (Előadó: Enigma)                   | Michael Cretu                        | 3:49  |
| 3.  | Slid (Előadó: Fluke)                            | Fluke                                | 3:46  |
| 4.  | Unfinished Sympathy (Előadó:Massive Attack)     | Massive Attack és Jonny Dollar       | 5:09  |
| 5.  | The Most Wonderful Girl (Előadó: Lords of Acid) | Jade 4 U Oliver Adams Praga Khan     | 4:47  |
| 6.  | Oh Carolina (Előadó: Shaggy)                    | Sting International                  | 3:06  |
| 7.  | Move with Me (Előadó: Neneh Cherry)             | Booga Bear Jonny Dollar Neneh Cherry | 5:21  |
| 8.  | Slave to the Vibe (Előadó: Aftershock)          | V. Jeffrey Smith Peter Lord          | 5:45  |
| 9.  | Penthouse and Pavement (Előadó: Heaven 17)      | British Electric Foundation          | 3:58  |
| 10. | Skinflowers (Előadó:The Young Gods)             | Roli Mosimann                        | 5:08  |
| 11. | Star Sail (Előadó: The Verve)                   | John Leckie                          | 3:58  |
| 12. | Wild at Heart (Előadó: Bigod 20)                | BIGOD 20 Nino Tielmann               | 4:15  |
| 13. | Carly's Loneliness (Előadó: Enigma)             | Michael Cretu                        | 3:11  |